# Women’s Premier Ice Hockey League 2011/12
Die Saison 2011/12 war die 30. Austragung der höchsten englischen Fraueneishockeyliga, der Women’s Premier Ice Hockey League. Die Ligadurchführung erfolgt durch die English Ice Hockey Association, den englischen Verband unter dem Dach des britischen Eishockeyverbandes Ice Hockey UK. Der Sieger erhielt die Bill Britton Memorial Trophy.

## Modus
Zunächst spielten alle Mannschaften eine einfache Runde mit Hin- und Rückspiel. Die vier Besten erreichten das Halbfinale. Der Letzte musste in die Relegation gegen den Besten der 1. Division. In der Finalrunde wurde jeweils nur ein Spiel zwischen den Kontrahenten ausgetragen.

## Hauptrunde
| Platz | Mannschaft                | Spiele | S  | U | N  | Punkte | Tore    |
| ----- | ------------------------- | ------ | -- | - | -- | ------ | ------- |
| 1.    | Bracknell Queen Bees (M)  | 16     | 14 | 1 | 1  | 29     | 094:029 |
| 2.    | Kingston Diamonds         | 16     | 12 | 0 | 4  | 24     | 089:039 |
| 3.    | Solihull Vixens           | 16     | 11 | 1 | 3  | 23     | 103:051 |
| 4.    | Guildford Lightning       | 16     | 10 | 1 | 5  | 21     | 047:034 |
| 5.    | Sheffield Shadows         | 16     | 7  | 3 | 6  | 17     | 074:050 |
| 6.    | Slough Phantoms           | 16     | 6  | 2 | 8  | 121    | 073:069 |
| 7.    | Milton Keynes Falcons (N) | 16     | 3  | 1 | 12 | 7      | 034:091 |
| 8.    | Swindon Topcats           | 16     | 3  | 1 | 12 | 7      | 035:088 |
| 9.    | Streatham Storm           | 16     | 1  | 0 | 15 | 01     | 017:116 |

Anm. 1: Es wurden jeweils zwei Strafpunkte für Verfehlungen abgezogen.

## Finalrunde

### Halbfinale
| 26. Mai 2012 15:45 Uhr | Queen Bees Bracknell | 2:3 (0:1, 1:1, 1:1) Spielbericht | Guildford Lightning | Sheffield |

| 26. Mai 2012 18:00 Uhr | Kingston Diamonds | 3:1 (2:0, 0:1, 1:0) Spielbericht | Solihull Vixens | Sheffield |

### Spiel um den 3. Platz
| 27. Mai 2012 12:20 Uhr | Queen Bees Bracknell | 3:2 (1:1, 1:0, 1:1) Spielbericht | Solihull Vixens | Sheffield Zuschauer: 80 |

### Finale
| 27. Mai 2012 18:05 Uhr | Guildford Lightning | 0:2 (0:0, 0:1, 0:1) Spielbericht | Kingston Diamonds | Sheffield Zuschauer: 120 |

## Relegation
Im Kampf um einen Platz in der höchsten Liga konnte sich der Letztplatzierte der Premier League gegen den Vertreter der Division 1 behaupten.
|  | Streatham Storm | 9:6 (-:-, -:-, -:-) | Whitley Bay Squaws |  |

## Division 1
Die Women’s National Ice Hockey League ist nach der Premier League die zweite Stufe der englischen Fraueneishockeyliga. In ihr ist die Division 1 die höchste Klasse. Sie ist in eine Nord- und eine Südgruppe gegliedert.
| North                                                | North                     | North  | North | North  | North    | North   | North  |
| ---------------------------------------------------- | ------------------------- | ------ | ----- | ------ | -------- | ------- | ------ |
| Platz                                                | Mannschaft                | Spiele | Siege | Unent. | Niederl. | Tore    | Punkte |
| 1.                                                   | Whitley Bay Squaws N1     | 16     | 15    | 1      | 0        | 155:035 | 31     |
| 2.                                                   | Telford Wrekin Raiders N1 | 16     | 11    | 0      | 5        | 082:076 | 22     |
| 3.                                                   | Billingham Lady Stars     | 16     | 10    | 0      | 6        | 097:070 | 20     |
| 4.                                                   | Kingston Diamonds II      | 16     | 9     | 2      | 5        | 106:064 | 20     |
| 5.                                                   | Sheffield Shadows 2 N1    | 16     | 7     | 1      | 8        | 095:068 | 15     |
| 6.                                                   | Peterborough Penguins N1  | 16     | 5     | 1      | 10       | 047:115 | 11     |
| 7.                                                   | Nottingham Vipers N1      | 16     | 5     | 0      | 11       | 029:091 | 10     |
| 8.                                                   | Coventry Phoenix          | 16     | 5     | 1      | 10       | 033:051 | 91     |
| 9.                                                   | Blackburn Thunder         | 16     | 1     | 2      | 13       | 021:105 | 4      |
| 1 Coventry Phoenix wurden zwei Strafpunkte abgezogen |                           |        |       |        |          |         |        |

| South                                                                                 | South                         | South  | South | South  | South    | South  | South  |
| ------------------------------------------------------------------------------------- | ----------------------------- | ------ | ----- | ------ | -------- | ------ | ------ |
| Platz                                                                                 | Mannschaft                    | Spiele | Siege | Unent. | Niederl. | Tore   | Punkte |
| 1.                                                                                    | Cardiff Comets                | 16     | 14    | 1      | 1        | 151:10 | 29     |
| 2.                                                                                    | Chelmsford Cobras             | 16     | 12    | 2      | 2        | 61:25  | 26     |
| 3.                                                                                    | Invicta Dynamics S1           | 16     | 9     | 1      | 6        | 79:47  | 19     |
| 4.                                                                                    | Bracknell Firebees            | 16     | 9     | 1      | 6        | 75:73  | 19     |
| 5.                                                                                    | Swindon Topcats               | 16     | 9     | 1      | 6        | 83:51  | 171    |
| 6.                                                                                    | Basingstoke Bison Ladies      | 16     | 6     | 1      | 9        | 54:71  | 13     |
| 7.                                                                                    | Streatham Storm               | 16     | 4     | 2      | 10       | 39:97  | 10     |
| 8.                                                                                    | Oxford City Midnight Stars    | 16     | 1     | 1      | 14       | 24:111 | 3      |
| 9.                                                                                    | Solent and Gosport Amazons S1 | 16     | 2     | 2      | 12       | 28:109 | 21     |
| 1 Swindon Topcats und Solent and Gosport Amazons S1 wurden zwei Strafpunkte abgezogen |                               |        |       |        |          |        |        |

Final Four
In einem Finalturnier wurde zwischen den jeweils beiden Besten der beiden Gruppen um den Sieg in der Division 1 und um das Recht des Relegationsspiel gegen den Letzten der WPIHL gespielt.
| 26. Mai 2012 12:15 Uhr | Cardiff Comets | 8:2 (3:1, 3:1, 2:0) Spielbericht | Telford Wrekin Raiders | Sheffield |

| 26. Mai 2012 14:00 Uhr | Whitley Bay Squaws | 4:2 (1:0, 0:0, 3:2) Spielbericht | Chelmsford Cobras | Sheffield |

| 27. Mai 2012 10:35 Uhr | Telford Wrekin Raiders | 4:3 n. V. (0:1, 2:1, 1:1, 1:0) Spielbericht | Chelmsford Cobras | Sheffield |

| 27. Mai 2012 15:50 Uhr | Cardiff Comets | 2:3 (2:1, 0:0, 0:2) Spielbericht | Whitley Bay Squaws | Sheffield |